# Nasym
Der Nasym (russisch Назым) ist ein rechter Nebenfluss des Ob in Westsibirien.

## Flusslauf
Der Nasym entspringt am Sibirischen Landrücken im Autonomen Kreis der Chanten und Mansen/Jugra. Er fließt in südlicher Richtung durch das Westsibirische Tiefland und mündet nach 422 km nördlich der Stadt Chanty-Mansijsk in den nach Westen fließenden Ob. Der Nasym entwässert ein Areal von 15.200 km². Der Fluss ist zwischen Ende April / Anfang Mai und Oktober eisfrei. Der mittlere Abfluss (MQ) 36 km oberhalb der Mündung beträgt 87 m³/s.